# Solanum boliviense
Espèce
Solanum boliviense est une espèce de plante herbacée tubéreuse vivace de la famille des Solanaceae, originaire d'Amérique du Sud. Elle est apparentée à la pomme de terre cultivée, mais contrairement à celle-ci, elle est diploïde (2n = 2x = 24).

## Description
Solanum boliviense est une plante herbacée tubéreuse vivace à port en rosette ou faiblement dressé, pouvant atteindre 30 à 40 cm de haut. Elle produit de petits tubercule globuleux de 1 à 2 cm de diamètre de couleur blanc jaunâtre.
Les feuilles généralement simples, elliptiques-lancéolées, portent parfois une ou deux paires de folioles. Elles mesurent de 4,5 à 8 cm de long et de 2 à 4 cm de large.
Les fleurs ont une corolle pentagonale, de 2,5 à 4 cm de diamètre, de couleur violette.
Elles sont groupées en inflorescences cymeuses comptant jusqu'à une dizaine de fleurs.
Les fruits sont de petites baies globuleuses de 2,5 cm de long, de couleur verte. Ils contiennent de nombreuses graines ovoïdes de 2 mm de long environ.

## Habitat et distribution
Solanum boliviense se rencontre dans les montagnes andines du sud du Pérou (régions d'Apurimac, Arequipa, Cuzco, Puno) à la Bolivie (départements de Cochabamba, La Paz, Oruro, Potosi, Tarija) et au nord de l'Argentine (provinces de Catamarca, Jujuy, Salta, Tucuman), entre 1600 et 4200 mètres d'altitude,.